# Chris Hogan
Pour les articles homonymes, voir Hogan.
Chris Hogan est un acteur américain connu pour ses rôles comiques dans Mad TV et Troisième planète après le Soleil.

## Filmographie
- 1995 : If Not for You (série TV) : Lance
- 1996 : Encino Woman (TV) : Roger
- 1996 : Don't Look Back (en) (TV) : Duff
- 1997 : Touch de Paul Schrader : Scruffy Staff Worker
- 1998 : De la Terre à la Lune ("From the Earth to the Moon") (feuilleton TV) : Don Eyles
- 1998 : Since You've Been Gone (TV) : Elliot DiAngelo
- 1998 : Hairshirt : Male Casting Agent
- 1998 : That '70s Show (Saison 1, épisode 15) (TV) :  Thérapeute n°2
- 1999 : Desperate But Not Serious : Cashier
- 1999 : En direct sur Edtv (Edtv) de Ron Howard : Paul
- 2000 : Jesus & Hutch : Really Tough Street Thug
- 2000 : It's a Shame About Ray : Mr. Quayle
- 2000 : Dancing at the Blue Iguana : Dennis
- 2001 : Monkeybone : Bill, Bazoom Toy Representative
- 2001 : On Edge de Karl Slovin : Prof. Robinson
- 2001 : Primetime Glick (série TV) : Various